# Läkarsekreterare
Vårdadministratör, medicinsk sekreterare, medicinsk vårdadministratör, läkarsekreterare är i Sverige ett yrke inom sjukvården, som finns på olika vårdinrättningar, såsom sjukhus och vårdcentraler, men kan även återfinnas inom Försäkringskassan eller försäkringsbolag. Utbildningen bedrivs oftast inom yrkeshögskolan och omfattar vanligen två år på eftergymnasial nivå. Inom sjukvården använder läkarsekreterare typiskt sett samma arbetskläder som omvårdnadspersonalen, exempelvis bussarong, byxor och överdragsförkläde. Beroende på klinik/vårdcentral varierar det sig, många kliniker och vårdcentraler tillåter privata kläder då vårdadministratörer inte alltid har patientnära kontakt. 
Arbetsuppgifterna för en läkarsekreterare utgörs i huvudsak av så kallad medicinsk dokumentation, i form av skrivande av intyg, remisser, journaler med mera, ofta baserat på diktat av läkare. 
Journalanteckningarna diagnosklassificeras av vårdadministratörer i enlighet med bestämmelser från Socialstyrelsen. Koderna finns samlade i ett kodverk: ICD-10-SE. Vårdadministratörer studerar diagnosklassificering under sina år på yrkeshögskolan och senare i yrkeslivet finns ofta möjlighet till kompetenshöjning i form av att specialistutbilda sig till kodare. 
Diagnosklassificering är viktigt för att kunna få ut så korrekt statistik som möjligt och för att kliniken/vårdcentralen ska få in korrekt summa pengar för utförd vård. Inkorrekt diagnosklassificering kan kosta en region miljontals kronor.
Vårdadministratörer handhar ofta nationella kvalitetsregister och kontrollerar ledtider i SVF (Standardiserat vårdförlopp) med mera.
På senare år har även uppgifter såsom receptionstjänst, statistikhantering och skötsel av bibliotek tillkommit.